# Landkreis Hildburghausen

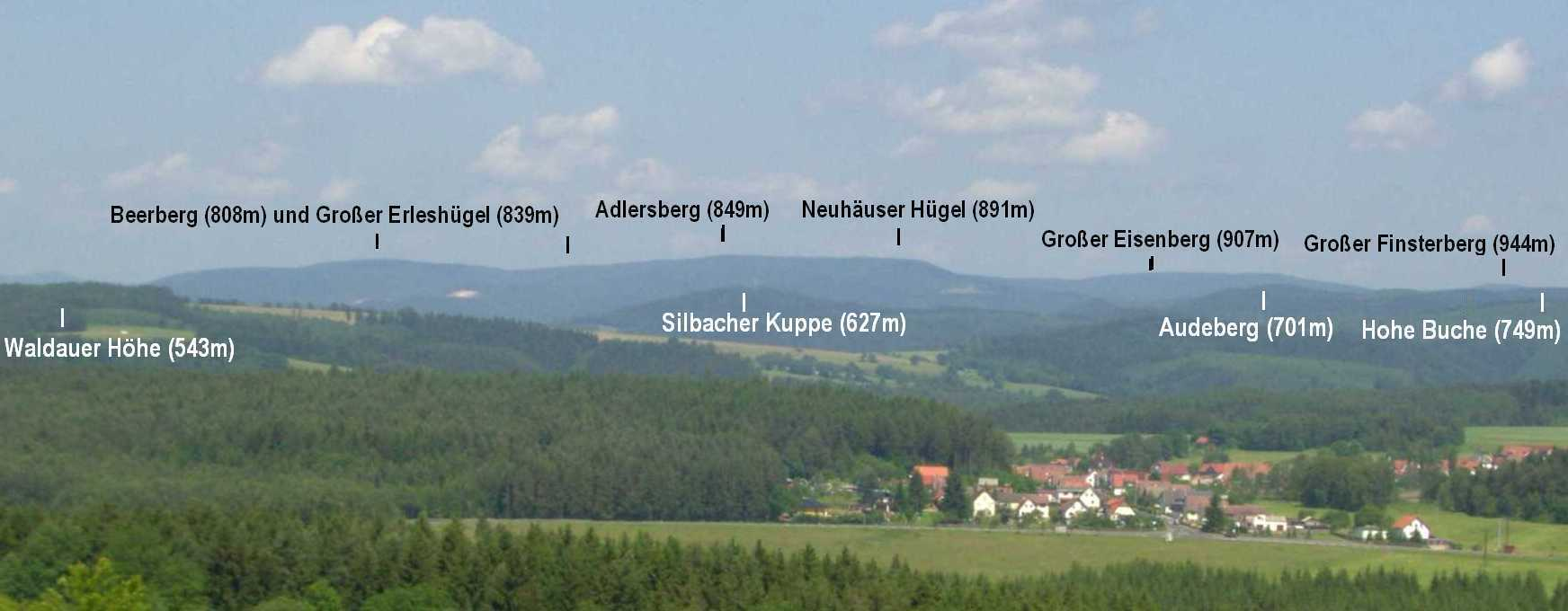
Blick vom Ahornsberg (15 km südlich) auf den nach Süden dominanten Adlersberg (849,9 m) mit seinen 808–891 m hohen Nebengipfeln und den Großen Eisenberg (907 m); rechts, halb verdeckt, der Große Finsterberg (944 m); im Vordergrund der Ort Schwarzbach

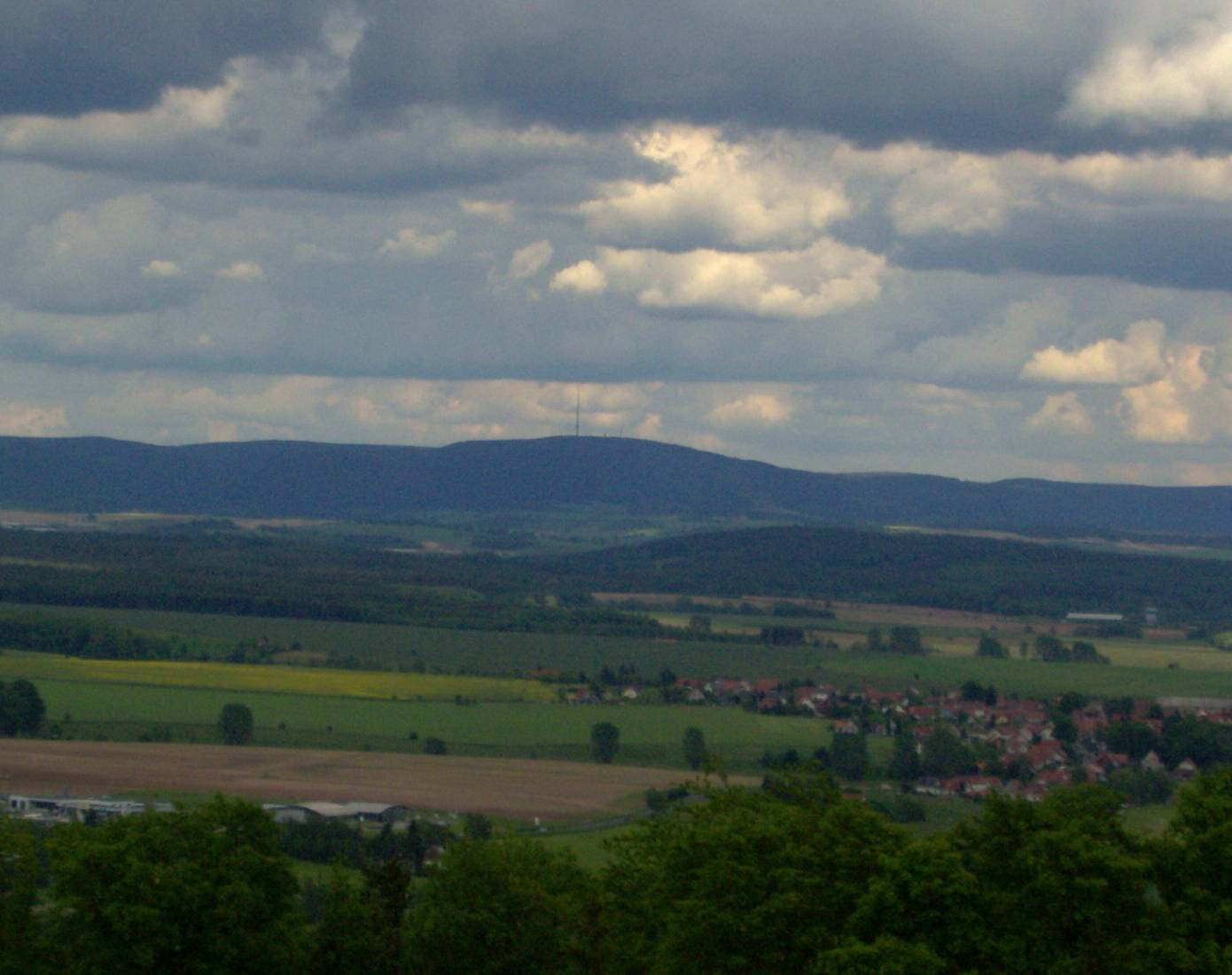
Der Bleßberg (865 m) vom Hildburghäuser Stadtberg aus gesehen

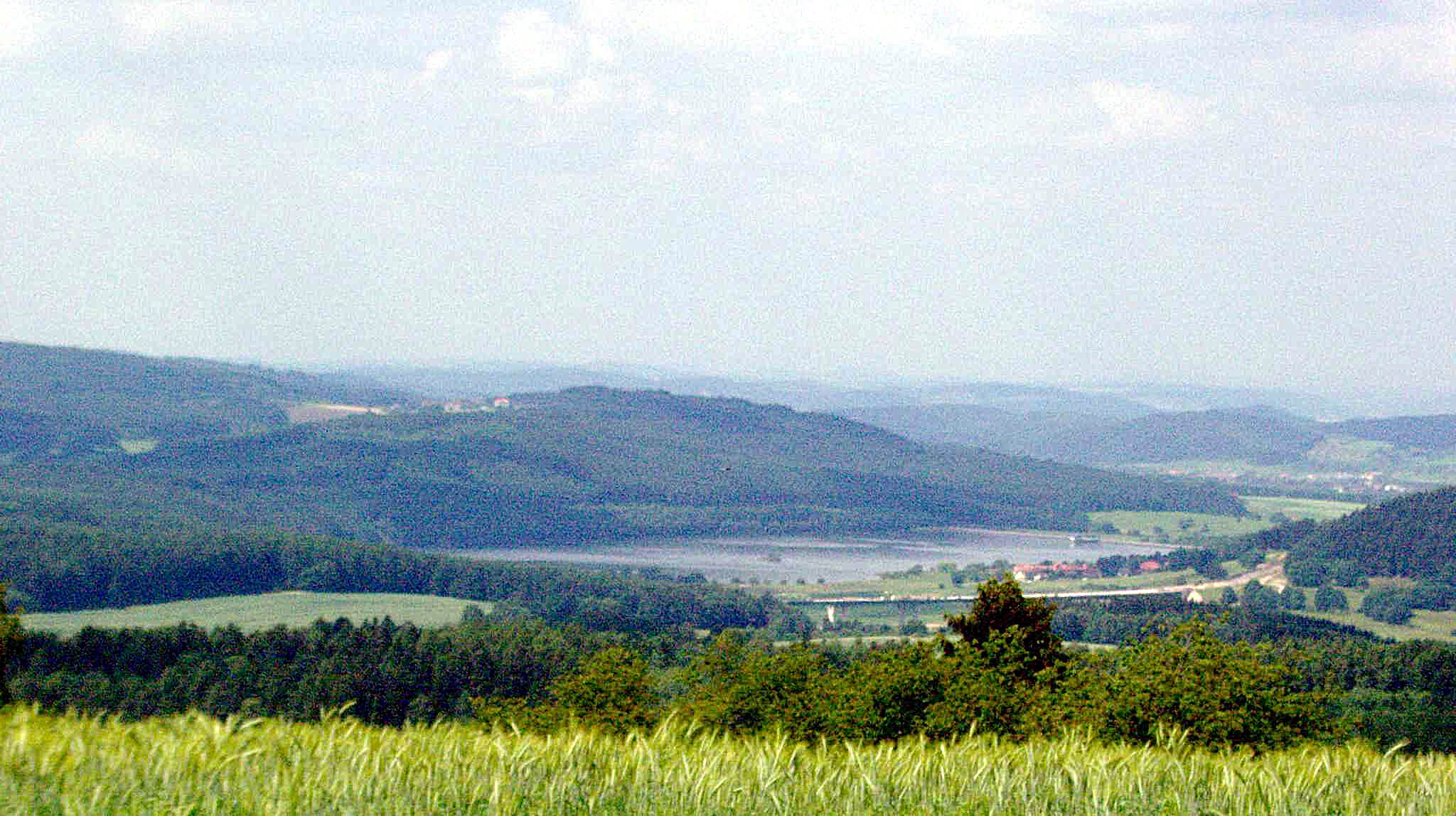
Blick vom Merbelsroder Wachberg (621 m) auf die Talsperre Ratscher bei Schleusingen

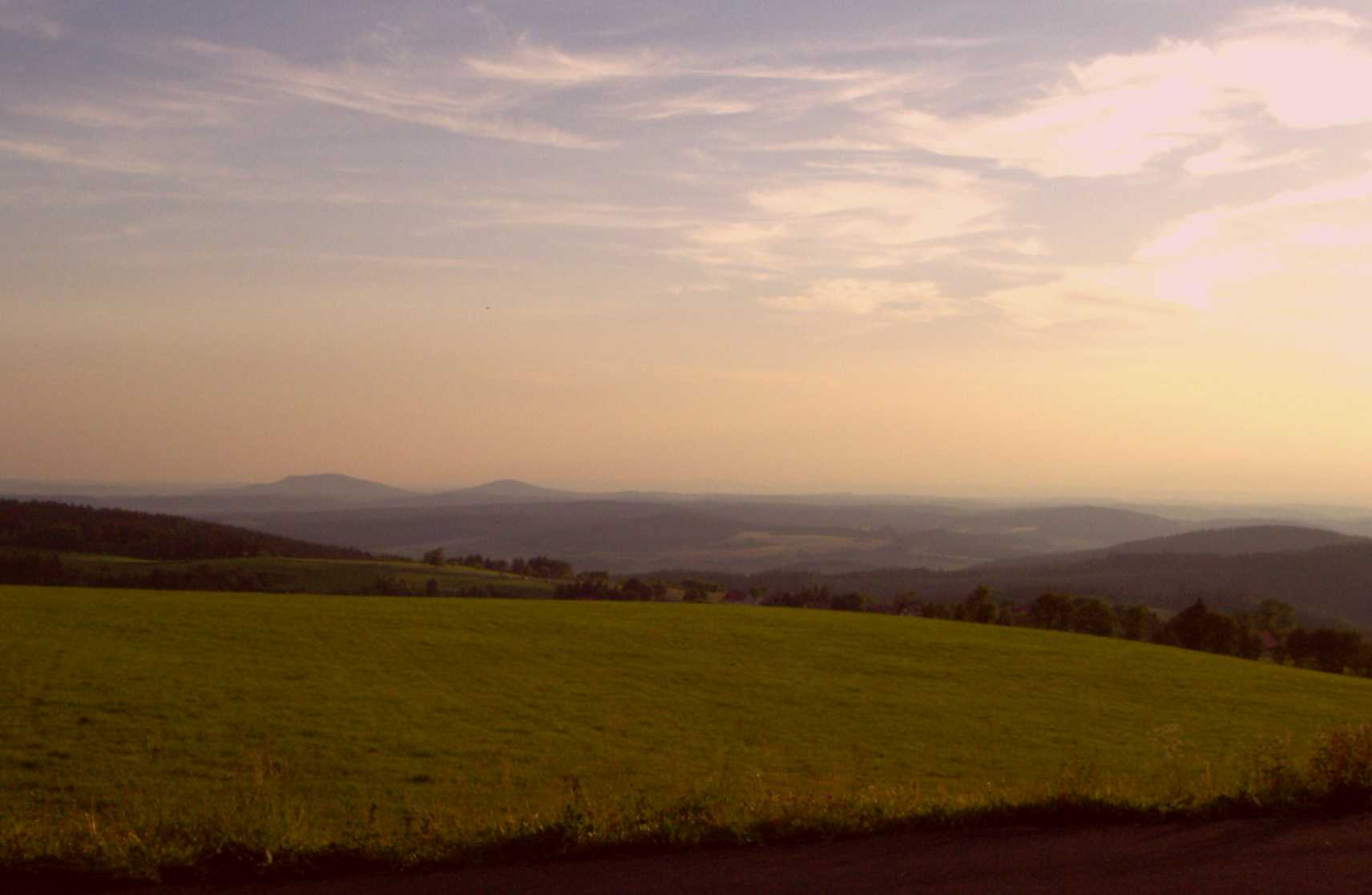
Großer (679 m) und Kleiner (642 m) Gleichberg vom Eckartsberg bei Waffenrod/Hinterrod (760 m, Thüringer Wald) aus; ganz links der Klingeberg (677 m), ganz rechts der Priemäusel (625 m), links dahinter der Solaberg (577 m)

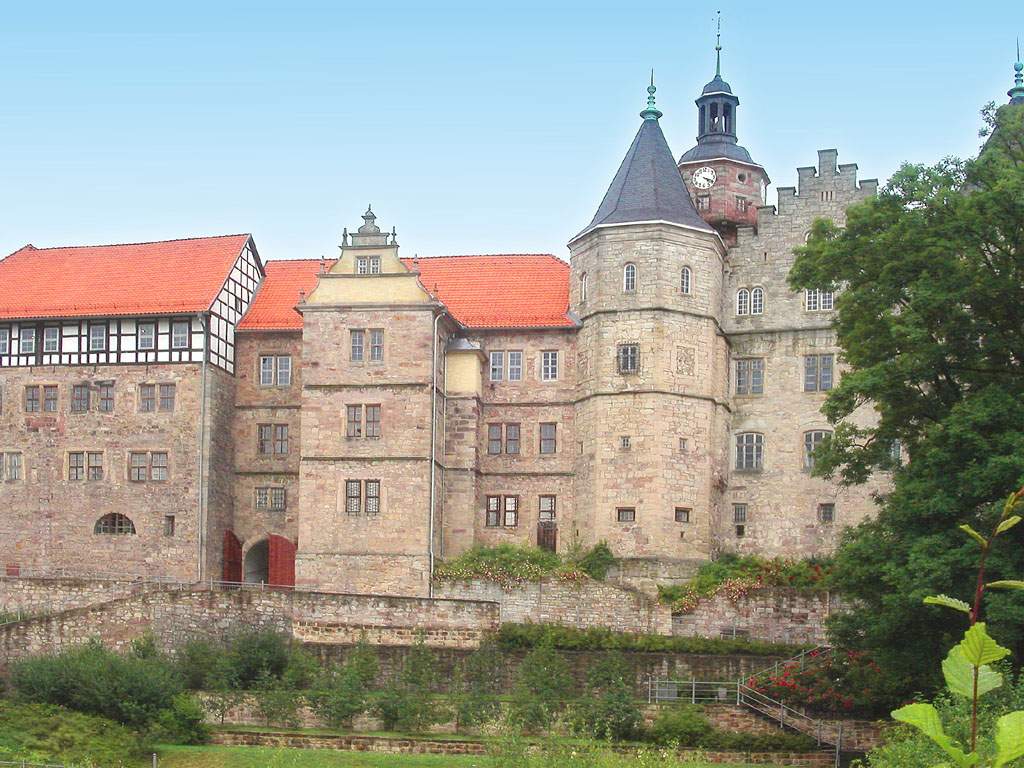
Schloss Bertholdsburg in Schleusingen, erbaut ungefähr zwischen 1223 und 1232

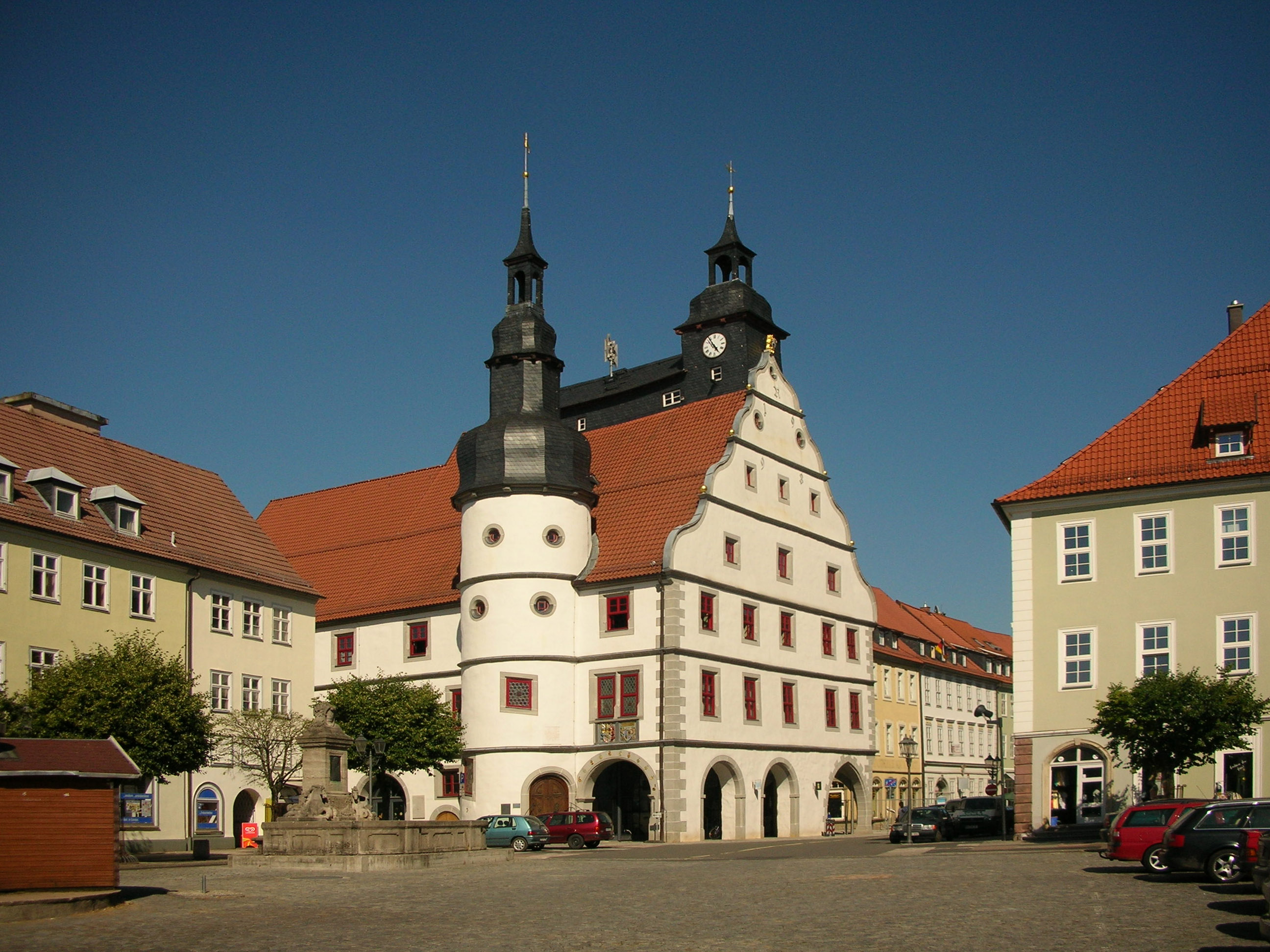
Historisches Rathaus von Hildburghausen

Der Landkreis Hildburghausen ist ein Landkreis im fränkisch geprägten Süden Thüringens. Nachbarkreise sind im Norden die kreisfreie Stadt Suhl, im Nordosten der Ilm-Kreis, im Osten (auf einem sehr schmalen Streifen) der Landkreis Saalfeld-Rudolstadt, im Osten und Südosten der Landkreis Sonneberg, im Südosten und Süden der bayerische Landkreis Coburg, im Süden der bayerische Landkreis Haßberge, im Südwesten der bayerische Landkreis Rhön-Grabfeld und im Westen und Nordwesten der Landkreis Schmalkalden-Meiningen. Raumordnerisch gehört der Kreis zur Planungsregion Südwestthüringen und ist Mitglied der Planungsgemeinschaft Südwestthüringen.

## Geografie
Wichtigster Fluss im Landkreis ist der im Osten entspringende und im weiteren Verlauf das Kreisgebiet in Westrichtung durchfließende Weser-Quellfluss Werra, an der nicht nur drei der vier größten Städte des Landkreises liegen, sondern die auch von fast allen anderen Flüssen des Kreises gespeist wird.
Lediglich im äußersten Osten entwässern einige wenige kurze Fließgewässer über die Schwarza und die Saale in die Elbe, während die im äußersten Süden des Landkreises entspringenden Flüsse über den Main in den Rhein entwässern – wie die im Südosten am Bleßberg entspringende Itz und die im Südzipfel bei den Gleichbergen entspringende Milz (letztere über die Fränkische Saale).
Auch der Itz-Nebenfluss Rodach und deren Nebenfluss Kreck quellen im Südzipfel des Landkreises.
Geologisch gliedert sich der Landkreis in vier Zonen sinkender Höhenlagen, deren Grenzlinien je etwa in Südostrichtung verlaufen.

### Thüringer Wald und Thüringer Schiefergebirge
Der Nordosten des Kreisgebietes geht in Kammlagen des Thüringer Waldes und des Thüringer Schiefergebirges mit Höhen von 600–891 m über, wobei die Täler der in Richtung Südwesten fließenden Flüsse die höchsten Berge des Landkreises in Gebirgszüge und Massive aufteilen. Der annähernd nördlichste Punkt des Kreises ist zugleich der höchste.

#### Gebirgszüge und Trennflüsse
Wie folgt teilen sich die Höhenlagen im Nordosten des Landkreises auf:
(von Nord nach Ost, innerhalb der Gebirgszüge von Nordost nach Südwest, Hauptgipfel verlinkt):
- Thüringer Wald
  - Erle mit der Talsperre Erletor (Stadt Schleusingen)
    - Neuhäuser Hügel (891 m)
    - Adlersberg (849,9 m)

  - Vesser (Stadt Schleusingen)
    - Volkmarskopf (726 m)
    - Hohe Buche (749 m)
    - Audeberg (701 m)
    - Silbacher Kuppe (627 m)

  - Nahe (Stadt Schleusingen)
    - Schmiedswiesenkopf (784 m)
    - Sommerberg (712 m)
    - Kalter Staudenkopf (768 m)
    - Buchenkopf (ca. 710 m)
    - Salzleckenkopf (640 m)
    - Ziegenrücken (661 m)

  - Schleuse mit der Talsperre Schönbrunn (Gemeinde Schleusegrund)
    - Schmalegrundskopf (ca. 770 m)
    - Hohenofenkopf (ca. 750 m)
- Thüringer Schiefergebirge
  - Östliche Zuflüsse der Talsperre Schönbrunn (Gemeinde Schleusegrund)
    - Schwefelkopf (774 m)
    - Sommerberg (756 m)

  - Neubrunn (Gemeinde Schleusegrund)
    - Holzberg (740 m)
    - Höheberg (780 m)
    - Schnetter Berg (757 m)
    - Simmersberg (781 m)
    - Hohe Warth (718 m)
    - Kohlberg (718 m)

  - Biber (Gemeinde Masserberg(/Gemeinde Auengrund/Gemeinde Schleusegrund))
    - Ersteberg (830 m)
    - Fehrenberg (835 m)
    - Eselsberg (841,5 m)
    - Zeupelsberg (760 m)
    - Weißberg (801 m)
    - Frohnberg (790 m)
    - Grendel (787 m)
    - Eckartsberg (760 m)
    - Klingeberg (677 m)
    - Priemäusel (625 m)

  - Werra (Gemeinde Masserberg/Gemeinde Sachsenbrunn(/Stadt Eisfeld))
    - Pechleite (839 m)
    - Bleßberg (866,9 m)

### Südliches Vorland des Thüringer Waldes
Von den Kammlagen des Oberen Waldgebietes bis etwa zum Mittellauf der Werra im Südwesten zieht sich ein Streifen gemäßigten Berglandes durch den Landkreis, der lediglich im äußersten Nord(west)en des Landkreises, rechts der Schleuse, mit 692 m (Schneeberg) bzw. 671 m (Schleusinger Berg) respektablere Höhen erreicht. In jenem Bereich liegt auch der Kleine Thüringer Wald, der ursprünglich ein geologisch älteres kleines Gebiet bezeichnet, dessen Name aber gelegentlich auf das gesamte Vorland zwischen Schleuse und Hasel ausgeweitet wird. Der vorherrschende Buntsandstein bleibt auch links der Schleuse, im Hildburghäuser Stadtwald, dominant, dessen Höhenlagen zwischen 500 und 550 Metern liegen; an der Straße Schleusingen-Hildburghausen werden 575 m erreicht. Die Thüringer Landesanstalt für Umwelt und Geologie nennt den von Buntsandstein dominierten Teil des Vorlandes Südthüringer Buntsandstein-Waldland. Der höchste Vorlandberg im Segment zwischen Schleuse und Werra-Oberlauf ist indes mit 577 m der Solaberg bei Poppenwind im Osten, an dem Muschelkalk ansteht. Links der Werra wird der Muschelkalk im Schalkauer Plateau schließlich dominant; TLUG fasst das Plateau mit einem Korridor zum Solaberg und ebendem als Schalkauer Thüringer-Wald-Vorland zusammen.
Innerhalb des Thüringer-Wald-Vorlandes liegen auch die drei wichtigsten und größten Städte:
Am Unterlauf (372 m) von Nahe und Schleuse liegt, nur wenige Kilometer hinter dem Ratscher Bergsee, die Stadt Schleusingen. Von dort aus verläuft, quer durch das Buntsandsteinland, die B 4 zur Stadt Eisfeld, die, an der Nahtstelle zum Schalkauer Plateau, auf 430 m ü. NN von der Werra passiert wird.
Am Südostrand dieser Zone liegt die Kreisstadt Hildburghausen hinter einem etwa 550 m hohen Gebirgskamm, auf dem sich der Stadtwald befindet. Die Werra erreicht in Hildburghausen nur noch 372 m ü. NN, um bis zur ebenfalls am Südrand der Zone liegenden Stadt Themar, kurz nach dem Zufluss der Schleuse von rechts, auf unter 360 m abzusinken.

### Werra-Gäuplatten
Ab unterhalb Eisfelds wird die Werra linksseitig von Muschelkalk-Höhenzügen flankiert (Werra-Gäuplatten), die nur durch eine schmale Buntsandsteinsenke vom Schalkauer Plateau getrennt sind. Sie ziehen sich von den, größtenteils oberfränkischen, Langen Bergen zunächst über die Hildburghäuser Muschelkalkberge mit dem bekannten Hildburghäuser Stadtberg (496 m) zum Häselriether Berg (526 m). Kurz oberhalb Themars schließlich durchbricht die Werra diese sich dort in Nordostrichtung verbreiternde Muschelkalkplatte, die fortan beiderseits des Flusses emporragt. Ganz im Nordwesten des Landkreises wird sie durch den Keuper des Marisfelder Grabens unterbrochen.
Die Gäuplatten, die nach TLUG die Kernlandschaft der Einheit Meininger Kalkplatten einnehmen, sind nur inselartig in Höhenlagen bewaldet.

### Grabfeld und Itz-Baunach-Hügelland

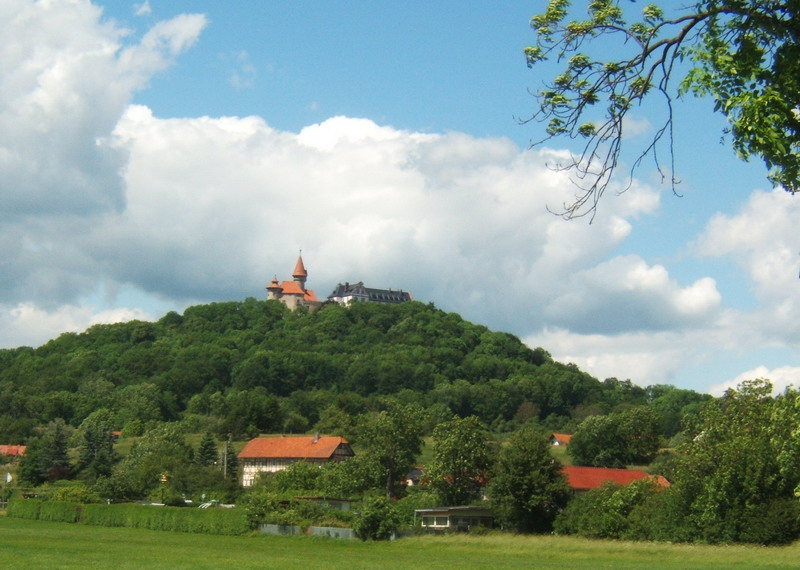
Veste Heldburg

Nach Süden hin geht die Muschelkalk-Stufe der Werra-Gäuplatten allmählich in die Keuperstufe des flachwelligen Grabfeldes über, dessen Höhenlagen zumeist unter 400 m bleiben. Eine Ausnahme bilden allerdings vulkanische Erhebungen. So überragen die 679 m und 641 m hohen, westlich von Hildburghausen gelegenen Gleichberge, über deren kleineren auch ein Abschnitt der Wasserscheide Rhein-Weser verläuft, die Landschaft weithin.
Südöstlich der Gleichberge verschmälert sich das Grabfeld in die Coburg-Rodacher Niederung, die nach Südwesten vom wieder weniger flachwelligen Itz-Baunach-Hügelland mit Keuper-, Lias- und Dogger-Gesteinen begrenzt wird. Praktisch der gesamte Heldburger Zipfel im äußersten Süden des Landkreises sowie Thüringens gehört zu dieser Landschaft. An seinem Nordrand liegt der Granitberg Straufhain (449 m), in seinem Inneren die Phonoliterhebung, auf der die Veste Heldburg (413 m) steht. Beide ragen als Singularitäten noch deutlich hervor, indes weitaus weniger deutlich als die Gleichberge. Zwei Kleinstädte sind die dominierenden Siedlungen des Heldburger Landes, nämlich Ummerstadt und Heldburg, letztere ist das Verwaltungszentrum des Heldburger Unterlandes.
Die Gliederung nach TLUG fasst das Grabfeld und den kleinen innerthüringischen Anteil des Itz-Baunach-Hügellandes unter der Bezeichnung Grabfeld bzw. Grabfelder Ackerhügelland zusammen.

## Geschichte
In der heutigen Gestalt existiert der Landkreis seit 1994, als der größte Teil des Landkreises Suhl mit dem Landkreis Hildburghausen vereinigt wurde. Der Landkreis Hildburghausen ist Teil des historischen Henneberger Landes.
Im Vorfeld einer geplanten zweiten Kreisgebietsreform in Thüringen hat eine Expertenkommission im Januar 2013 vorgeschlagen, den Landkreis mit dem Nachbarkreis Sonneberg, der Stadt Suhl und Teilen des Landkreises Schmalkalden-Meiningen zu einem Großkreis zu verschmelzen. Aus Protest gegen diese Pläne brachte Landrat Thomas Müller einen Wechsel des Landkreises nach Bayern ins Gespräch.
In der Legislaturperiode ab 2014 wurde die Gebietsreform in Thüringen mit dem Koalitionsvertrag als zu erstrebendes Ziel festgelegt. Nachdem im Juni 2016 das Vorschaltgesetz zur Funktional- und Gebietsreform durch den Landtag beschlossen wurde, legte der Innenminister am 11. Oktober 2016 den Regierungsvorschlag zur Neugliederung der Landkreise und kreisfreien Städte vor, der die Fusion der Landkreise Hildburghausen, Schmalkalden-Meiningen und Sonneberg mit der kreisfreien Stadt Suhl vorsah. Es folgten weitere Vorschläge zu Kreisfusionen, jedoch scheiterte die Gebietsreform im November 2017.

## Bevölkerung

### Einwohnerentwicklung
| Jahr | Einwohner |
| ---- | --------- |
| 1994 | 75.478    |
| 1995 | 75.168    |
| 1996 | 75.085    |
| 1997 | 74.990    |
| 1998 | 74.720    |
| 1999 | 74.167    |
| 2000 | 73.839    |
| 2001 | 73.246    |

| Jahr | Einwohner |
| ---- | --------- |
| 2002 | 72.769    |
| 2003 | 72.000    |
| 2004 | 71.521    |
| 2005 | 71.022    |
| 2006 | 70.210    |
| 2007 | 69.425    |
| 2008 | 68.596    |
| 2009 | 67.816    |

| Jahr | Einwohner |
| ---- | --------- |
| 2010 | 67.007    |
| 2011 | 66.307    |
| 2012 | 65.540    |
| 2013 | 65.032    |
| 2014 | 64.673    |
| 2015 | 64.524    |
| 2016 | 64.330    |
| 2017 | 63.923    |

| Jahr | Einwohner |
| ---- | --------- |
| 2018 | 63.553    |
| 2019 | 63.197    |
| 2020 | 62.656    |
| 2021 | 62.089    |
| 2022 | 61.271    |
| 2023 | 60.691    |
| 2024 | 59.987    |

Datenquelle: ab 1994 Thüringer Landesamt für Statistik – Werte vom 31. Dezember

### Dialekte im Kreisgebiet
Im Landkreis werden drei mainfränkische Dialekte gesprochen:
- Itzgründisch (überwiegend)
- Hennebergisch
- Grabfeldisch

## Politik

### Kreistag
Nach der Kreistagswahl vom 26. Mai 2024 verteilen sich die 40 Sitze im Kreistag wie folgt:
- Linke: 3
- SPD: 2
- FW: 10
- FDP/FB: 1
- Veilsdorf: 1
- „Pro HBN“: 2
- CDU: 9
- AfD: 7
- BZH: 5

| Partei                           | Sitze   |
| -------------------------------- | ------- |
| FW                               | 10 (+2) |
| CDU                              | 9 (−2)  |
| AfD                              | 7 (+2)  |
| BZH 1                            | 5 (+2)  |
| Die Linke 2                      | 3 (−3)  |
| Wählergemeinschaft „Pro HBN“     | 2 (+2)  |
| SPD                              | 2 (−2)  |
| FDP/FB 3                         | 1 (±0)  |
| Zukunftsf. Landleben Veilsdorf 4 | 1 (+1)  |
| GRÜNE                            | 0 (−2)  |

### Landrat
Landrat des Kreises Hildburghausen ist seit 2024 Sven Gregor (Freie Wähler). Zuvor war seit 1994 Thomas Müller (CDU) im Amt.

### Wappen
Blasonierung: Das Wappen des Landkreises Hildburghausen ist golden, gespalten durch eine eingebogene erniedrigte rote Spitze, die im Schildfuß mit drei silbernen Spitzen belegt ist und zeigt vorn einen schwarzen, rot bewehrten und bezungten linkssehenden Löwen und hinten auf einem grünen Dreiberg eine schwarze, rotbewehrte Henne mit rotem Kamm und rotem Lappen.
Der Landkreis wählte für sein Wappen Symbole ehemaliger Territorialherrschaften auf dem heutigen Kreisgebiet. An erster Stelle steht der Löwe der Markgrafen von Meißen. Er verweist darauf, dass erhebliche Teile des heutigen Kreisgebietes im Besitz der Wettiner und nach 1485 wechselnder Linien der Ernestiner waren. Aus deren zusammengesetzten Wappen wurde der schwarze, rotbewehrte meißnische Löwe in Gold entlehnt. Das redende Wappen der Grafen von Henneberg steht für die Zugehörigkeit weiter Teile des Kreisgebietes zu dieser ehemaligen Grafschaft im Henneberger Land. In geistlicher Hinsicht gehörte das heutige Gebiet des Landkreises Hildburghausen zum fränkischen Bistum Würzburg. Aber auch in weltlicher Hinsicht waren einzelne Bereiche des Kreisgebietes eine Zeit lang Teil des Würzburger Bistums. Dies wird durch den „Fränkischen Rechen“ – drei silberne Spitzen in Rot – dargestellt.

## Wirtschaft und Infrastruktur

### Wirtschaft
Der Landkreis Hildburghausen ist wirtschaftlich vor allem durch traditionelle Branchen geprägt. Die Metall- und Holzverarbeitung sowie die Glas- und Porzellanherstellung haben im Kreis immer eine bedeutende Rolle gespielt. Diese Industriezweige wurden später durch Betriebe der Kunststoff-, Lebensmittel- und Automobilzuliefererindustrie ergänzt. Der ausgeprägte Dienstleistungssektor sowie der Tourismus nehmen einen besonderen Stellenwert als Wirtschaftsfaktor ein.
Die größten Industriebetriebe im Landkreis Hildburghausen befinden sich in Schönbrunn (Lebensmittelindustrie), Merbelsrod (Automobilzuliefererindustrie) und Schleusingen (Glasindustrie).
Im Zukunftsatlas 2022 belegte der Landkreis Hildburghausen Platz 272 von 400 Landkreisen und kreisfreien Städten in Deutschland und zählt damit zu den Regionen mit „ausgeglichenen Chancen/Risiken“.

### Banken
Im Landkreis gibt es zwei selbständige Banken.
- Kreissparkasse Hildburghausen
- Raiffeisenbank im Grabfeld eG

Des Weiteren haben diese Banken Zweigstellen im Landkreis:
- VR-Bank Lichtenfels-Ebern eG
- Volksbank Thüringen Mitte eG

### Verkehr
Seit 1858 durchzieht die von der Werra-Eisenbahn-Gesellschaft erbaute Werrabahn Meiningen-Coburg den heutigen Landkreis und berührt auch die Kreisstadt Hildburghausen. Von hier aus führte seit 1888 die schmalspurige Bahnstrecke Hildburghausen–Lindenau-Friedrichshall, als Lokalbahn betrieben, in den Südzipfel des Kreises nach Lindenau-Friedrichshall. Sie wurde ebenso wie die 1890 in den Thüringer Wald hinein eröffnete Schmalspurbahn von Eisfeld nach Unterneubrunn vom Herzogtum Sachsen-Meiningen finanziert und anfangs von der Localbahn-Bau und Betriebs-Gesellschaft Wilhelm Hostmann & Co. betrieben.
In Themar zweigte 1888 eine Nebenstrecke der Werra-Eisenbahn-Gesellschaft nach Schleusingen ab, die 1904 von den Preußischen Staatsbahn (KPStE) über den Rennsteig nach Ilmenau–Erfurt verlängert wurde (siehe Rennsteigbahn).
Von der KPStE wurden noch 1909 die Linien Eisfeld–Sonneberg und 1911 Schleusingen–Suhl eröffnet.
Die ganz im Westen liegende Kleinstadt Römhild erhielt im Jahre 1893 durch die von der Bayerischen Staatsbahn im Auftrag des Herzogtums Sachsen-Meiningen betriebene Bahn nach Rentwertshausen eine Verbindung zur Hauptstrecke Meiningen–Schweinfurt.
Von den 145 km Strecken im Kreis sind in einem halben Jahrhundert 110 km stillgelegt worden:
- 1946: Bahnstrecke Hildburghausen–Lindenau-Friedrichshall (Meterspur) 29 km (Demontage als Reparation an die Sowjetunion)
- 1973: Schmalspurbahn Eisfeld–Schönbrunn (Meterspur) 18 km (1946 Demontage als Reparation begonnen, nach Einspruch wiederhergestellt)
- 1968: Bahnstrecke Rentwertshausen–Römhild 6 km
- 1997: Bahnstrecke Suhl–Schleusingen 15 km
- die Bahnstrecke Themar–Ilmenau ist ohne regelmäßigen SPNV.

Heute wird täglicher Personenverkehr von der Süd-Thüringen-Bahn (STB) auf dem 35 km langen Abschnitt der Werrabahn (Sonneberg–)Eisfeld–Hildburghausen–Themar(–Meiningen) betrieben und dabei sechs Stationen im Kreisgebiet bedient.
Auf der Gebirgsstrecke (Ilmenau–)Bahnhof Rennsteig–Schleusingen–Themar, die die Rennsteigbahn GmbH & Co KG gepachtet hat, führen die Dampfbahnfreunde Mittlerer Rennsteig e. V. Dampf-Sonderfahrten sowie Güterverkehr durch.

## Bildung und Naturschutz

### Bildung
Im Landkreis gibt es zwei Gymnasien, das Gymnasium Georgianum in Hildburghausen und das Hennebergische Gymnasium „Georg Ernst“ in Schleusingen.

### Schutzgebiete
Im Landkreis befinden sich 24 ausgewiesene Naturschutzgebiete (Stand Januar 2017).

## Kultur und Sehenswürdigkeiten

### Baudenkmäler
Siehe: Liste der Kulturdenkmale im Landkreis Hildburghausen

### Museen
- Stadtmuseum Hildburghausen
- Hennebergisches Museum Kloster Veßra
- Steinsburgmuseum
- Museum Schloss Glücksburg
- Deutsches Burgenmuseum auf der Veste Heldburg
- Naturhistorisches Museum Schloss Bertholdsburg
- Museum Eisfeld
- Trütschler’s Milch- und Reklamemuseum
- Gewürzmuseum Schönbrunn
- Zweiländermuseum Rodachtal

## Städte und Gemeinden
Schleusingen ist Teil des funktionsteiligen kreisübergreifenden Oberzentrums Südthüringen.
Hildburghausen ist als Mittelzentrum ausgewiesen.
Grundzentren sind die Städte Eisfeld, Heldburg, Römhild und Themar sowie die Gemeinde Schleusegrund.
(Einwohner am 31. Dezember 2024)
gemeinschaftsfreie Gemeinden
| Städte 1. Eisfeld (7.181) 2. Hildburghausen (11.632) 3. Römhild (6.383) 4. Schleusingen (10.225) | Gemeinden 1. Auengrund (2.765), erfüllende Gemeinde auch für 1. Brünn/Thür. (394) 2. Masserberg (1.993) 3. Schleusegrund (2.528) 4. Veilsdorf (2.667) |  |

Verwaltungsgemeinschaften

* Verwaltungssitz
| - Verwaltungsgemeinschaft Feldstein (6976) 1. Ahlstädt (126) 2. Beinerstadt (283) 3. Bischofrod (157) 4. Dingsleben (230) 5. Ehrenberg (185) 6. Eichenberg (153) 7. Grimmelshausen (163) 8. Grub (147) 9. Henfstädt (304) 10. Kloster Veßra (255) 11. Lengfeld (365) 12. Marisfeld (401) 13. Oberstadt (318) 14. Reurieth (741) 15. Schmeheim (252) 16. St. Bernhard (232) 17. Themar, Stadt * (2664) | - Verwaltungsgemeinschaft Heldburger Unterland (7243) 1. Heldburg, Stadt * (3261) 2. Schlechtsart (122) 3. Schweickershausen (168) 4. Straufhain (2677) 5. Ummerstadt, Stadt (455) 6. Westhausen (560) |

Zu den Begriffen Verwaltungsgemeinschaft bzw. erfüllende Gemeinde siehe Verwaltungsgemeinschaft und erfüllende Gemeinde (Thüringen).

## Gebietsveränderungen

### Gemeinden
- Auflösung der Gemeinde Heßberg – Eingemeindung in die Gemeinde Veilsdorf (29. November 1994)
- Auflösung der Gemeinden Crock, Oberland und Wiedersbach – Zusammenlegung zur Einheitsgemeinde Auengrund (1. Januar 1996)
- Auflösung der Gemeinde Linden – Eingemeindung in die Gemeinde Straufhain (1. Januar 1996)
- Auflösung der Gemeinde Rappelsdorf – Eingemeindung in die Stadt Schleusingen (1. Januar 1996)
- Auflösung der Gemeinden Nahetal und Waldau – Zusammenlegung zur Einheitsgemeinde Nahetal-Waldau (1. August 1996)
- Auflösung der Gemeinden Fehrenbach, Heubach, Masserberg und Schnett – Zusammenlegung zur Einheitsgemeinde Masserberg (1. April 1997)
- Auflösung der Einheitsgemeinde Gleichamberg, der Gemeinden Haina, Mendhausen, Milz und Westenfeld sowie der Stadt Römhild – Zusammenlegung zur Einheitsgemeinde Stadt Römhild (31. Dezember 2012)
- Auflösung der Gemeinde Bockstadt – Eingemeindung nach Eisfeld (31. Dezember 2013)
- Auflösung der Gemeinden Nahetal-Waldau und St. Kilian – Eingemeindung nach Schleusingen (6. Juli 2018)
- Auflösung der Gemeinde Sachsenbrunn – Eingemeindung nach Eisfeld (1. Januar 2019)
- Auflösung der Stadt Bad Colberg-Heldburg sowie der Gemeinden Gompertshausen und Hellingen – Zusammenlegung zur Stadt Heldburg (1. Januar 2019)

### Verwaltungsgemeinschaften und erfüllende Gemeinden
- Ausgliederung der Gemeinde Auengrund aus der Verwaltungsgemeinschaft Auengrund (1. Januar 1996)
- Auflösung der Verwaltungsgemeinschaft Auengrund – Bildung der Gemeinde Nahetal-Waldau aus der Mitgliedsgemeinde Waldau und der Gemeinde Nahetal; Auengrund wird erfüllende Gemeinde für Brünn/Thür. (31. Juli 1996)
- Die Stadt Eisfeld wird erfüllende Gemeinde für die Gemeinde Bockstadt (1. August 1996)
- Die Stadt Eisfeld wird erfüllende Gemeinde für die Gemeinde Sachsenbrunn (1. Januar 2012)
- Auflösung der Verwaltungsgemeinschaft Gleichberge – Bildung der Einheitsgemeinde Stadt Römhild aus den Mitgliedsgemeinden sowie der Einheitsgemeinde Gleichamberg (31. Dezember 2012)
- Die Stadt Schleusingen wird erfüllende Gemeinde für St. Kilian (31. Dezember 2012)
- Die Stadt Eisfeld ist nicht länger erfüllende Gemeinde für die Gemeinde Bockstadt (31. Dezember 2013)
- Erweiterung der Verwaltungsgemeinschaft Heldburger Unterland um die Gemeinde Straufhain (31. Dezember 2013)
- Die Stadt Schleusingen ist nicht länger erfüllende Gemeinde für die Gemeinde St. Kilian (6. Juli 2018)
- Die Verwaltungsgemeinschaft Feldstein um die Stadt Themar erweitert (1. Januar 2019)
- Die Stadt Eisfeld ist nicht länger erfüllende Gemeinde für die Gemeinde Sachsenbrunn (1. Januar 2019)

## Kfz-Kennzeichen
Anfang 1991 erhielt der Landkreis das Unterscheidungszeichen HBN. Es wird durchgängig bis heute ausgegeben.